# Anthidium pallidiclypeum
Anthidium pallidiclypeum is een vliesvleugelig insect uit de familie Megachilidae. De wetenschappelijke naam van de soort is voor het eerst geldig gepubliceerd in 1963 door Jaycox.